# Alà dei Sardi
Alà dei Sardi é uma comuna italiana da região da Sardenha, província de Sassari, com cerca de 2.000 habitantes. Estende-se por uma área de 188 km², tendo uma densidade populacional de 10 hab/km². Faz fronteira com Berchidda, Bitti (NU), Buddusò, Monti, Ólbia, Oschiri, Padru.

## Demografia
| Variação demográfica do município entre 1861 e 2011                               |
|                                                                                   |
| Fonte: Istituto Nazionale di Statistica (ISTAT) - Elaboração gráfica da Wikipedia |